# 크레이그 킴브렐
크레이그 마이클 킴브렐(Craig Michael Kimbrel, 1988년 5월 28일 ~ )은 미국 출신의 메이저 리그에 속한 볼티모어 오리올스의 투수이다.
그는 사인을 확인할 때 갈매기자세를 취하는 것으로 유명한데 그가 자세를 취하면 관객들이 그것을 따라한다.

[구종]
그는 직구와 너클 커브,투심 그리고 슬라이더를 던진다.

## 경력

### 프로 이전
2007년에 있었던 MLB드래프트에서 애틀랜타 브레이브스가 33라운드로 지명했지만 입단을 거절했다. 그 후, 2008년에 있었던 MLB드래프트에서도 애틀랜타 브레이브스에게 3라운드 전체 96위로 지명을 받아 계약을 하게 된다.

### 2010년
2010년 5월 5일에 팀의 선발투수였던 자이르 후리헨스가 부상을 당하자 메이저 리그로 승격 되고, 5월 7일에 있었던 필라델피아 필리스전에 팀이 크게 지고있는 상황에서 중간계투로 등판하여 1이닝을 던지며 1피안타와 2개의 삼진을 기록하며 기분좋은 데뷔를 한다. 그 후, 2번째 메이저 리그승격은 일본출신의 투수인 사이토 다카시가 부상을 당함과 동시에 승격된다.
9월 19일에 있었던 뉴욕 메츠전에서는 팀이 6:3으로 이기고 있는 상황에서 9회에 등판하여 1개의 안타를 허용하지만 3개의 삼진을 잡아내며 깔끔하게 마무리한다. 그와 함께 자신의 메이저 리그 첫 세이브가 기록된다. 결과, 2010년시즌에는 20.2이닝을 던지며 4승 0패, 1세이브와 0.44의 방어율, 그리고 40개라는 놀라운 탈삼진 개수를 기록한다. 후에 있었던 포스트 시즌에서는 샌프란시스코 자이언츠를 상대로 호투하지만 팀은 탈락하고 만다.

### 2011년
2011년에는 시즌이 시작하기 전부터 팀의 마무리 투수로 낙점된다. 그리고 2011년 6월 3일에 있었던 뉴욕 메츠전에서는 팀 역사상 가장 빨리 100개의 탈삼진을 잡아내는 기록을 하였으며, 메이저 리그 올스타전에도 출전하였다.
올스타전 이후부터는 신인으로서 믿기 힘든 기록들을 세우기 시작하는데, 2011년 7월 22일에 있었던 신시내티 레즈전에서 기록한 31세이브를 시작(브레이브스 신인 최다기록)으로 2011년 8월 9일에 있었던 플로리다 말린스전에서는 36세이브를 기록하며 토드 워렐이 가지고 있던 내셔널 리그 신인 세이브 기록과 타이가 되었고, 2011년 8월 23일에 있었던 시카고 컵스전에서 세이브를 기록하며 네프탈리 펠리스가 가지고 있던 메이저 리그 신인 세이브 최다 기록(40개)과 타이가 된다. 최종적으로는 46세이브를 기록하여 내셔널 리그 세이브 1위를 기록하며(존 액스포드와 공동 1위), 신인왕도 수상한다.

### 2012년
2012년에는 제구력을 향상시키며 점점 난공불락의 마무리가 되어갔다. 또, 올스타전에 2년 연속으로 출장하였고, 42개의 세이브를 기록하며 2년 연속으로 세이브 1위를 차지했다. 그리고 6이닝 이상을 던진 투수로서 처음으로 상대했던 타자의 과반수 이상을 삼진으로 잡아냈다(231명의 타자를 상대로 116개의 탈삼진). 세이버 매트릭스의 각지표에서도 기록적인 숫자를 기록하며 메이저 리그 최고의 마무리 투수로서 손색없는 모습을 보였다.

### 2013년
2013년에는 제 3회 월드 베이스볼 클래식에 미국대표로 나갔다. 시즌에서는 9번의 세이브 기회에서 3번이나 블론세이브를 기록하는 등 불안한 출발을 보였다. 하지만, 5월 9일에 있었던 샌프란시스코 자이언츠전에서 세이브를 기록하며 역사상 2번째로 빨리 100세이브를 기록하게 되고, 7월 27일에 있었던 세인트루이스 카디널스전에서는 존 스몰츠에 이어 팀 역사상 2번째로 3년 연속 30세이브를 기록한다. 최종적으로는 메이저 리그 역사상 11번째로 많은 개수인 50개의 세이브를 기록하며 3년 연속으로 리그 최다 세이브를 기록하게 된다.
여담으로, 킴브렐이 시즌 초반에 기록한 블론 세이브 중 1개는 한국출신의 선수인 추신수가 신시내티 레즈소속으로 있을 때 역전 끝내기 홈런을 친 것이다.

### 2014년
2014년 2월 16일에 소속팀인 애틀랜타 브레이브스와 4년 총액 4,200만 달러(+2018년에 1,300만 달러의 옵션)에 계약을 연장한다.

## 수상·타이틀 경력
- 내셔널 리그 신인왕: 2011년
- 내셔널 리그 세이브 1위: 2011년, 2012년, 2013년
- 메이저 리그 올스타전 선출 3회: 2011년, 2012년, 2013년
- 롤레이즈 구원상 1회: 2012년
- 이 달의 신인 2회: 2011년 6월, 8월

## 연도별 투구 성적
| 연 도     | 소 속     | 등 판 | 선 발 | 완 투 | 완 봉 | 무 4 구 | 승 리 | 패 전 | 세 이 브 | 홀 드 | 승 률 | 타 자 | 이 닝 | 피 안 타 | 피 홈 런 | 볼 넷 | 고 4 | 몸 맞 | 탈 삼 진 | 폭 투 | 보 크 | 실 점 | 자 책 점 | 평 자 책 | W H I P |
| --------- | --------- | ----- | ----- | ----- | ----- | ------- | ----- | ----- | -------- | ----- | ----- | ----- | ----- | -------- | -------- | ----- | ---- | ----- | -------- | ----- | ----- | ----- | -------- | -------- | ------- |
| 2010년    | ATL       | 21    | 0     | 0     | 0     | 0       | 4     | 0     | 1        | 2     | 1.000 | 88    | 20.2  | 9        | 0        | 16    | 1    | 0     | 40       | 4     | 0     | 2     | 1        | 0.44     | 1.21    |
| 2011년    | ATL       | 79    | 0     | 0     | 0     | 0       | 4     | 3     | 46       | 0     | .571  | 306   | 77.0  | 48       | 3        | 32    | 1    | 1     | 127      | 4     | 0     | 19    | 18       | 2.10     | 1.04    |
| 2012년    | ATL       | 63    | 0     | 0     | 0     | 0       | 3     | 1     | 42       | 0     | .750  | 231   | 63.2  | 27       | 3        | 14    | 0    | 2     | 116      | 5     | 0     | 7     | 7        | 0.99     | 0.65    |
| 2013년    | ATL       | 68    | 0     | 0     | 0     | 0       | 4     | 3     | 50       | 0     | .571  | 258   | 67.0  | 39       | 4        | 20    | 2    | 3     | 98       | 3     | 0     | 10    | 9        | 1.21     | 0.88    |
| 2014년    | ATL       | 63    | 0     | 0     | 0     | 0       | 0     | 3     | 47       | 0     | .000  | 244   | 61.2  | 30       | 2        | 26    | 0    | 2     | 95       | 6     | 0     | 13    | 11       | 1.61     | 0.91    |
| 통산：5년 | 통산：5년 | 294   | 0     | 0     | 0     | 0       | 15    | 10    | 186      | 2     | .600  | 1127  | 289.0 | 153      | 12       | 108   | 4    | 8     | 476      | 22    | 0     | 51    | 46       | 1.43     | 0.90    |

- 2014시즌 종료 기준
- 각 년도의 굵은 글씨는 리그 최고